# Matrice laplaciana
Dato un grafo semplice G con n vertici, la sua matrice Laplaciana {\displaystyle \mathbf {L} :=(\ell _{i,j})_{n\times n}} è definita come:
{\displaystyle \mathbf {L} =\mathbf {D} -\mathbf {A} ,}
dove {\displaystyle \mathbf {D} } è la matrice di grado e {\displaystyle \mathbf {A} } è la matrice delle adiacenze del grafo.
In caso di grafi orientati, sia il numero di archi in uscita o in entrata può essere usato.
Dalla definizione segue che:
{\displaystyle \ell _{i,j}:={\begin{cases}\deg(v_{i})&{\mbox{se}}\ i=j\\-1&{\mbox{se}}\ i\neq j\ \land \ v_{i},v_{j}{\mbox{ adiacenti}}\\0&{\mbox{altrimenti}}\end{cases}}}
dove deg(vi) è il grado del vertice i.
Tale nozione può essere generalizzata al caso di grafi rappresentati da matrici di adiacenza pesata {\displaystyle \mathbf {W} }, con {\displaystyle w_{ij}\geq 0}, con matrici di grado {\displaystyle \mathbf {D} }.  

## Esempio
Esempio di un grafo semplice e la sua matrice Laplaciana.
| Grafo semplice | Matrice di grado | Matrice di adiacenza | Matrice Laplaciana |
| -------------- | --- | --- | --- |
|                | {\displaystyle \left({\begin{array}{rrrrrr}2&0&0&0&0&0\\0&3&0&0&0&0\\0&0&2&0&0&0\\0&0&0&3&0&0\\0&0&0&0&3&0\\0&0&0&0&0&1\\\end{array}}\right)} | {\displaystyle \left({\begin{array}{rrrrrr}0&1&0&0&1&0\\1&0&1&0&1&0\\0&1&0&1&0&0\\0&0&1&0&1&1\\1&1&0&1&0&0\\0&0&0&1&0&0\\\end{array}}\right)} | {\displaystyle \left({\begin{array}{rrrrrr}2&-1&0&0&-1&0\\-1&3&-1&0&-1&0\\0&-1&2&-1&0&0\\0&0&-1&3&-1&-1\\-1&-1&0&-1&3&0\\0&0&0&-1&0&1\\\end{array}}\right)} |